# Two Cops (serie televisiva)
Two Cops (투깝스?) è una serie televisiva sudcoreana del 2017.

## Trama
Un integerrimo investigatore, Cha Dong-tak, si ritrova parzialmente posseduto dall'anima di Gong Su-chang, truffatore dalla personalità diametralmente opposta alla propria. L'uomo si innamora inoltre di Song Ji-an, giornalista irascibile a cui non riesce però a dichiarare i propri sentimenti.